# Pozanhäst
Pozanhästen eller Poznan  som den även kallas var en hästras från Polen som numera är utdöd. Pozanhästen var en gång i tiden en ganska viktig allroundhäst för de polska bönderna men har räknats som utdöd sedan 1964 då de helt avlades upp i den polska hästrasen Wielkopolski.

## Historia
År 1803 började en polsk prins kallad Sanguszko köpa in hästar från Orienten till sitt stuteri i Slawuta. Hans ättling greve Pottocki startade det berömda stuteriet Antoniny under den senare delen av århundradet. Pottocki var vad man kallade en riktig hästkarl och han födde upp hästar baserade bland annat på de araber hans förfader, prins Sanguszko, hade importerat till landet. Han stuteri blev känt för sina exemplar av araber och även något så ovanligt som tigrerade och skäckar med arabisk exteriör och rörelse. Dessa förnäma araber blev sedan grunden i två nya varmblodshästar.
Pozanhäst eller Poznanhästen var den ena av dessa två varmblod som utvecklades ur de förnäma araberna med hjälp av importerade engelska fullblod och tyska varmblod som till exempel Hannoveranare och speciellt importerade Trakehnare som Polen senare fick insamlade av myndigheterna efter Andra världskriget. Den andra varmblodshästen kallades Masurenhäst och skulle möta samma öde som Pozanhästen. 
Under hela 1800-talet var Pozanhästen relativt vanlig bland polska bönder och även i städerna då de var allroundhästar som både kunde användas som ridhäst, körhäst och inom lättare jordbruk. Men under 1900-talet började man korsa Pozanhästarna med de gmala släktingarna Masurenhästarna för att få fram en mer universal hästras som kallades Wielkopolski. De få exemplar av Pozanhästarna som fortfarande fanns kvar registrerades som Wielkopolskihästar och när den nya rasen officiellt erkändes år 1964 räknades Pozanhästen som utdöd. 

## Egenskaper
Pozanhästen var väldigt uppskattad bland folket i Polen under 1800-talet på grund av dess mångsidiga förmågor. Pozanhästen var en medelstor häst som passade utmärkt för körning och ridning men även för lättare jordbruk. 